# عمر كوني
عمر كوني (بالفرنسية: Oumar Koné)‏ هو لاعب كرة قدم مالي في مركز الدفاع، ولد في 13 أبريل 1991 في مالي. لعب مع الملعب المالي.